# Luigi Contu (politico)
Luigi Contu (Arbatax, 26 marzo 1901 – Padova, 16 settembre 1969) è stato un politico, giurista e sindacalista italiano.

## Biografia
Laureato in giurisprudenza, svolse la professione di avvocato e pubblicò numerosi scritti a carattere giuridico e storico. Prese parte alle attività sindacali del Partito Nazionale Fascista e fu membro della confederazione fascista dei lavoratori dell'industria.
Sedette alla Camera dei deputati nella XXX legislatura. Dal giugno a luglio 1943 fu sottosegretario al Ministero delle corporazioni del governo Mussolini.
Durante il periodo della Repubblica Sociale Italiana fu direttore dell'Ufficio Centrale Approvvigionamenti Ortofrutticoli, con sede a Zogno, in Val Brembana.